# 希薩里亞灣
63°03′29″S 62°35′36″W / 63.05806°S 62.59333°W

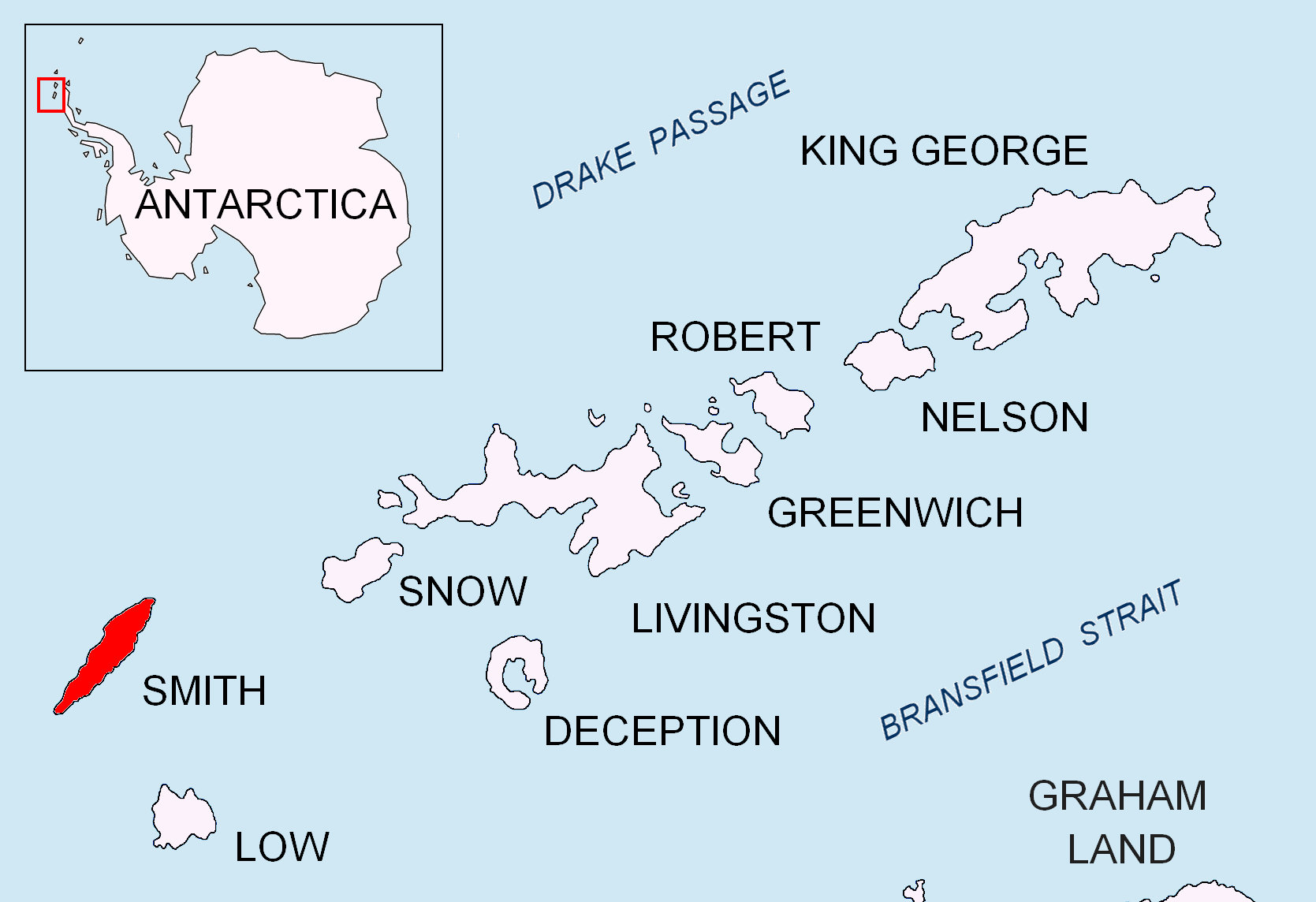

希薩里亞灣（Hisarya Cove），是南極洲的海灣，位於南設得蘭群島的史密斯島東南岸，處於詹姆士角東北面7.6公里的奧斯馬爾海峽西北面，長0.5公里、寬0.95公里，以保加利亞南部城鎮命名，現時由南極條約體系管理。